# Khilok
Khilok (en rus Хилок) és una ciutat del krai de Zabaikàlie, a Rússia. Es troba a la vora del riu Khilok, a 261 km de la frontera amb la Xina, a 260 km de Txità.

## Història

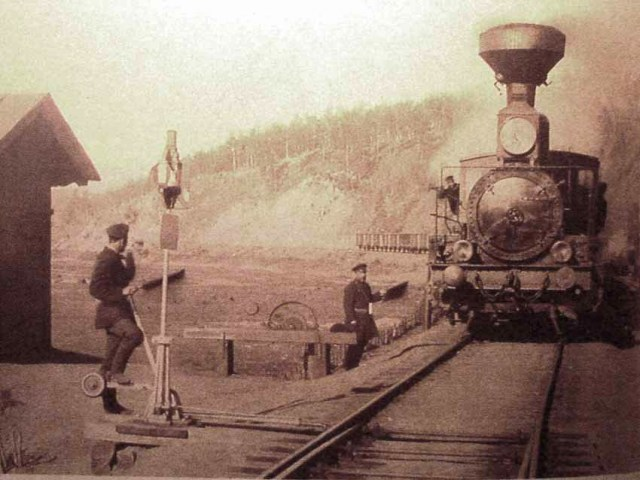
El Transsiberià parant a Khilok el 1903.

Des de mitjan segle xvii les primeres expedicions cosaques exploraren la regió, tot i que mai no van establir-s'hi de forma permanent. La regió tenia una població important de buriats i d'evenkis. Pere I el Gran va acordar una gran autonomia amb els prínceps locals, i fou així com la regió no va ser directament colonitzada pels russos fins a finals del segle xix, quan van construir el Transsiberià. Khilok, des del 1895, fou una estació d'aquesta línia connectada amb Moscou al kilòmetre 5.934. Finalment va obtenir l'estatus de ciutat el 1954.

## Demografia
| 1939   | 1959   | 1979   | 1989   | 2002   | 2008   | 2009   | 2010   |
| ------ | ------ | ------ | ------ | ------ | ------ | ------ | ------ |
| 14.800 | 15.600 | 14.200 | 13.900 | 11.152 | 10.449 | 10.292 | 10.162 |